# José Henrique dos Santos Barros
José Henrique dos Santos Barros (Angra do Heroísmo, 1 de janeiro de 1946 — Mérida, Espanha, 20 de maio de  1983) foi um poeta, contista, crítico literário e animador cultural que se destacou no movimento de renovação cultural que ocorreu nos Açores nas décadas de 1960 e 1970.

## Biografia
J. H. Santos Barros nasceu na cidade de Angra do Heroísmo, onde conclui os ensinos básico e secundário, empregando-se de seguida como funcionário público. Publicou em 1964 as suas primeiras poesias, aos 18 anos de idade, com poemas incluídos na obra Novíssima Poesia Açoriana, publicado em parceria com Gil Reis. Foi mobilizado para a Guerra Colonial, cumprindo o serviço militar obrigatório como furriel miliciano em Angola entre 1969 e 1971, regressando nesse ano à sua cidade natal.
Após o seu regresso dedica-se à poesia e à literatura, à animação cultural, ao suplementarismo nos jornais locais e ao ensaio literário. Também se envolve na contestação ao Estado Novo, em boa parte através do então incipiente sindicalismo. Em pouco tempo demonstrou grande propensão para a dinamização cultural, especialmente desde a criação, por iniciativa do também poeta Carlos Faria, do suplemento Glacial no jornal angrense A União, de que foi coordenador entre 1972 e 1974. Ficaria assim associado ao movimento de renovação cultural que ocorreu nos Açores, mas em especial na cidade de Angra do Heroísmo, nas décadas de 1960 e 1970.
Nesse período, J. H. Santos Barros acreditou na possibilidade de unir numa só frente uma postura de vanguarda ideológica, militante, com a ideia libertária de uma cultura popular e de grupo. Com outros intelectuais angrenses, fundou a galeria de artes plásticas Degraue liderou processos de animação cultural de cooperativas, sindicatos, rádios e jornais. Fundou e dirigiu o suplemento Cartaz (nova série, 1972-1974) e a revista A Memória da Água-Viva, editada de parceria com Urbano Bettencourt  de 1978 a 1980. 
Após a Revolução dos Cravos, foi militante do MES – Movimento Esquerda Socialista e esteve presente no primeiro comício nacional daquele partido realizado a 21 de agosto de 1974, no Clube Atlético de Campo de Ourique, onde falou dos problemas do povo açoriano. Foi colaborador do periódico O Trabalhador, que se publicou em Angra do Heroísmo em 1974 e 1975. Entretanto, desencantado com o ambiente político e social que se vivia nos Açores após a Revolução de 25 de abril de 1974, especialmente com a perseguição aos intelectuais tidos como de esquerda movida por elementos ligados à extrema-direita e à corrente independentista liderada pela Frente de Libertação dos Açores, em 1975 foi obrigado a mudar-se para Lisboa, onde se fixou a partir de 1979, e depois para Grândola, de onde era originária a esposa, aí vivendo até falecer. António Brandão Moniz diz sobre a ida de Santos Barros para Lisboa que «sofreu a guerra colonial, o miopismo político e extremista do separatismo e o cortejo de misérias que são inerentes às do intelectual cada vez mais mecanizável mesmo quando simula o contrário».
Na vertente poética, foi publicando a sua obra, muitas vezes de forma improvisada em cadernos policopiados e opúsculos, saídos a público regulamente desde 1964 até pouco antes do seu falecimento. A sua poesia, apesar dos temas insulares, conjuga a açorianidade e o tradicional como matriz e ponto de partida da alternância entre ilha e o Mundo, muitas vezes assumindo uma «poética do quotidiano». No prefácio à edição póstuma da obra poética completa de J. H. Santos Barros, Lobo Antunes aponta os poemas do final de vida do poeta como peças de primeira água pelas quais [J.H. Santos Barros] deverá ser julgado, referindo que quatro ou cinco (…) resistirão ao tempo. Como contista, foi autor de alguns contos dispersos, marcados pelos imaginários oníricos e surrealizantes.
No campo do ensaio literário e da crítica, interessou-se pela conjugação da «açorianidade» com a «universalidade» da Literatura. No campo da crítica literária a sua melhor produção apareceu no suplemento Contexto, do jornal Açores (de Ponta Delgada), no qual desenvolveu um trabalho de animação e coordenação que se estenderia à crítica, à polémica literária e à ensaística.  Nesse mesmo jornal protagonizou uma experiência heteronímica, subscrevendo com diversos nomes, posições e conceitos propositada e provocatoriamente contraditórios. São desse período os textos publicados no suplemento Contexto sob o pseudónimo de Ricardo Ascensão, ou não assinados, a que se soma a narrativa Defoe no Corvo. Santos Barros assumiu Ricardo Ascensão como um heterónimo, para o qual escreveu uma biografia, que o dava como nascido em Lisboa, em 1950, neto de açorianos da ilha Terceira. Com este mesmo heterónimo publicou o folheto O Partido da Poesia. Usou outros heterónimos reconhecidos publicados no suplemento Contexto, incluindo poemas assinados como M.N. Duarte, como A.J. Peixoto e como A. Espírito Santo.
Faleceu em Mérida, Espanha, vítima de um acidente de viação, no qual também morreu a sua mulher, a escritora Ivone Chinita. Deixou inédito um diário, intitulado O Aprendiz de Mundos, e vários poemas, os quais foram incluídos na edição póstuma da sua obra poética completa, saída a público em 2018.

## Obras publicadas
Entre outras obras dispersas na imprensa periódica, é autor das seguintes monografias:
Poesia
- Novíssima Poesia Açoriana (em co-autoria com Gil Reis). Angra do Heroísmo, ed. dos autores, 1964.
- Aventura em Sete Poemas. Lisboa, ed. do autor, 1968.
- Canto de Abril. Lisboa, Ed. Panorama, 1970.
- Imagem Fulminante. Angra do Heroísmo, Galeria Gávea, 1971.
- Testes e Versos Para Andar na Rua. Angra do Heroísmo, Galeria Degrau (ed. a stencil), 1973.
- Topiária. Angra do Heroísmo, Galeria Degrau (ed. mimeografada), 1974.
- As Crónicas. Lisboa, ed. do autor (policopiado), 1976.
- Catedral Iluminada, 1977.
- A Humidade. Lisboa, Cooperativa Semente, 1979.
- Os Alicates do Tempo. Porto,  Ed. Afrontamento, 1979.
- São Mateus, Outros Lugares e Nomes. Lisboa, Ed. Vega, 1981.
- Alexandrina, como era : todos os poemas (obra completa de J. H. Santos Barros, com organização e direção literária de Jorge Reis-Sá, prefácio de António Lobo Antunes e capa e design de André Letria). Lisboa : Imprensa Nacional Casa da Moeda, 2018.

Ensaio
- 20 Anos de Literatura e Arte nos Açores. Lisboa, ed. do autor, 1977.
- O Lavrador de Ilhas. Angra do Heroísmo, Secretaria Regional de Educação e Cultura, 1981.
- Textos e canções (autor: José Afonso; organiz. e notas J. H. Santos Barros). Lisboa, Assírio & Alvim, 1988.